# Karate-do Bond Nederland
De Karate-do Bond Nederland (KBN) is de overkoepelende organisatie in Nederland voor de karatestijlen van onder andere shotokan, kyokushinkai en wado ryu. De KBN kent ongeveer 9.000 leden en 190 aangesloten clubs (2021). Het bondsbureau is gevestigd in Maarsbergen.

## Topsport

### Coaches en trainers
De KBN heeft verschillende coaches en trainers voor zowel kata als kumite. Bij kumite is de onderverdeling gemaakt tussen jeugd (12 tot en met 15 jaar), cadetten en junioren (14 tot en met 17 jaar) en U21 plus senioren (18 jaar en ouder).
| Naam            | Functie                       | Discipline |
| --------------- | ----------------------------- | ---------- |
| Geoffrey Berens | Bondscoach                    | kumite     |
| Ulrich Smeins   | Assistent Bondscoach senioren | kumite     |
| Virgil Fisser   | Assistent Bondscoach −18      | kumite     |
| Rene Smaal      | Bondstrainer jeugd            | kumite     |
| Almir Skrijelj  | Bondscoach +16 jaar           | kata       |
| Wim Mallens     | Bondscoach −16 jaar           | kata       |

### Selecties
De KBN-selecties die worden uitgezonden naar Europese (junior)kampioenschappen, en wereld(junior)kampioenschappen worden gebaseerd op zogeheten 'meetmomenten' waarbij sporters een bepaalde prestatie moeten behalen om voorgedragen te worden door diens bondscoach. Voor de uitzending naar het olympisch kwalificatietoernooi karate 2020 (OKT) vond het Nationaal Kwalificatie Toernooi plaats. Dit in combinatie met eerdere geselecteerden. Hieronder volgen de laatst bekende selecties van zowel Oranje als Jong Oranje.

#### Selectie OKT (2021)
De selectie voor het OKT in Parijs is als volgt:
| Naam                | Categorie    | Discipline | Wijze van plaatsing | Resultaat |
| ------------------- | ------------ | ---------- | ------------------- | --------- |
| Samantha van Lokven | dames        | kata       | Eerdere selectie    |           |
| Rick Sonnema        | heren        | kata       | Eerdere selectie    |           |
| Merel Landman       | dames −55 kg | kumite     | Winst NKT           |           |
| Lynn Snel           | dames −61 kg | kumite     | Winst NKT           |           |
| Ciska van der Voort | dames +61 kg | kumite     | Eerdere selectie    |           |
| Omar Laâttar        | heren −67 kg | kumite     | Winst NKT           |           |
| Timothy Petersen    | heren −75 kg | kumite     | Winst NKT           |           |
| Tyron Lardy         | heren +75 kg | kumite     | Eerdere selectie    |           |

#### Selectie EK senioren 2021
De selectie voor het EK senioren in Poreč luidde als volgt:
| Naam                | Categorie    | Discipline | Resultaat    |
| ------------------- | ------------ | ---------- | ------------ |
| Samantha van Lokven | dames        | kata       | eerste ronde |
| Rick Sonnema        | heren        | kata       | eerste ronde |
| Merel Landman       | dames −55 kg | kumite     | eerste ronde |
| Lynn Snel           | dames −61 kg | kumite     | eerste ronde |
| Sanne Koetsier      | dames −68 kg | kumite     | eerste ronde |
| Ciska van der Voort | dames +68 kg | kumite     | eerste ronde |
| Omar Laâttar        | heren −67 kg | kumite     | eerste ronde |
| Timothy Petersen    | heren −75 kg | kumite     | 5de plaats   |
| Brian Timmermans    | heren −84 kg | kumite     | kwartfinale  |
| Tyron Lardy         | heren +84 kg | kumite     | kwartfinale  |

#### Selectie EK senioren 2020
De selectie voor het EK senioren in Bakoe is in een later stadium afgelast maar de selectie luidde als volgt:
| Naam                | Categorie    | Discipline | Resultaat |
| ------------------- | ------------ | ---------- | --------- |
| Samantha van Lokven | dames        | kata       | n.v.t.    |
| Rick Sonnema        | heren        | kata       | n.v.t.    |
| Lynn Snel           | dames −61 kg | kumite     | n.v.t.    |
| Ciska van der Voort | dames +68 kg | kumite     | n.v.t.    |
| Nick Gerrese        | heren −75 kg | kumite     | n.v.t.    |
| Tyron Lardy         | heren +84 kg | kumite     | n.v.t.    |

#### Selectie EJK 2020
De selectie voor het EK junioren in Boedapest luidde als volgt:
| Naam                     | Categorie        | Discipline | Resultaat    |
| ------------------------ | ---------------- | ---------- | ------------ |
| Andy Fung                | heren U16        | kata       | eerste ronde |
| Daan Heijmens Visser     | heren U18        | kata       | tweede ronde |
| Selina Cicek             | dames U18        | kata       | tweede ronde |
| Sennah Mamadeus          | dames U16 −47 kg | kumite     | kwartfinale  |
| Ashley Kakiay            | dames U16 −54 kg | kumite     | eerste ronde |
| Wissal el Boudakhani     | dames U16 +54 kg | kumite     | eerste ronde |
| Sebastiaan van Teeffelen | heren U16 −57 kg | kumite     | 5de plaats   |
| Floris Sujecki           | heren U16 −63 kg | kumite     | eerste ronde |
| Frederic Bedou           | heren U16 +70 kg | kumite     | eerste ronde |
| Nadine Hollander         | dames U18 −53 kg | kumite     | 9de plaats   |
| Gino Philippen           | heren U18 −61 kg | kumite     | tweede ronde |
| Aouab el Feddali         | heren U18 +76 kg | kumite     | eerste ronde |
| Melissa van Oudenaarden  | dames U21 −61 kg | kumite     | eerste ronde |
| Kaine van der Dussen     | heren U21 −60 kg | kumite     | eerste ronde |
| Issam Najdi              | heren U21 +84 kg | kumite     | eerste ronde |

### Wereld- en Europees kampioenen
Hieronder volgt de lijst van alle mannelijke wereld- en Europees kampioenen karate die de Karate-do Bond Nederland heeft gekend:
| Naam             | Jaar |
| ---------------- | ---- |
| Daniël Sabanovic | 2000 |
| Dudley Josepa    | 1988 |
| Kenneth Leeuwin  | 1986 |
| Toon Stelling    | 1984 |
| Otti Roethof     | 1977 |

| Naam             | Jaar |
| ---------------- | ---- |
| René Smaal       | 2011 |
| Timothy Petersen | 2010 |
| Timothy Petersen | 2009 |
| Timothy Petersen | 2005 |
| Daniël Sabanovic | 2005 |
| Daniël Sabanovic | 2004 |
| Anthony Boelbaai | 1996 |
| Ronny Rivano     | 1992 |
| Kemal Aktepe     | 1991 |
| Dudley Josepa    | 1989 |
| Kees Mossel      | 1985 |
| Kenneth Leeuwin  | 1984 |
| Wim Mossel       | 1981 |
| Rob Poleij       | 1980 |
| Fred Royers      | 1979 |
| Otti Roethof     | 1979 |
| John Reeberg     | 1979 |
| John Reeberg     | 1978 |
| Ludwig Kotzebue  | 1977 |
| Jan Kallenbach   | 1974 |